# 乖乖
乖乖股份有限公司（英語：Kuai Kuai Co., Ltd.，簡稱：乖乖），是臺灣的食品公司，同時也是其製造的膨化玉米點心名稱。自1969年就發售了乖乖產品，正式以「乖乖」為公司名是在1974年。

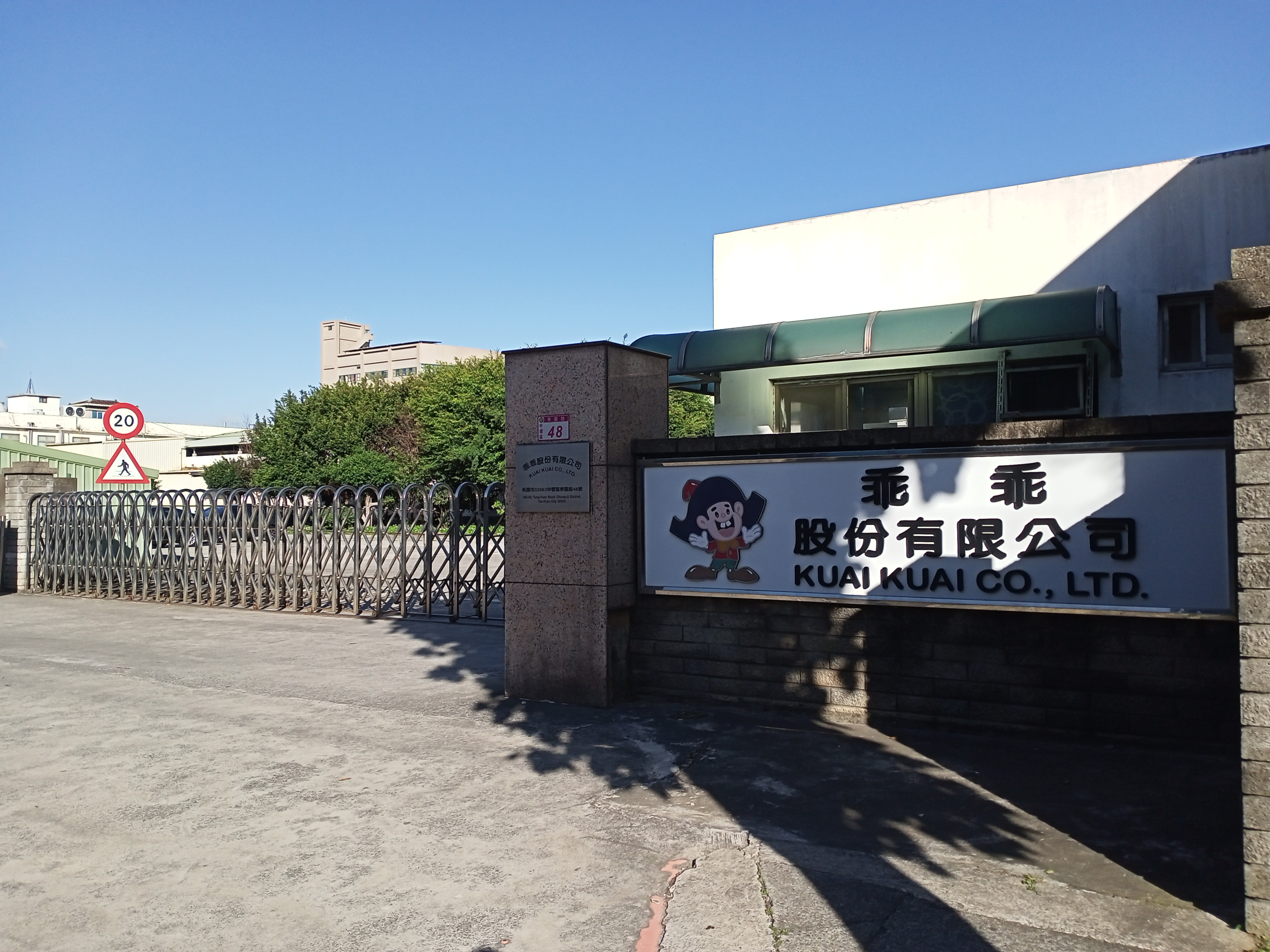
乖乖中壢廠

## 歷史
1956-1967年：創辦藥廠

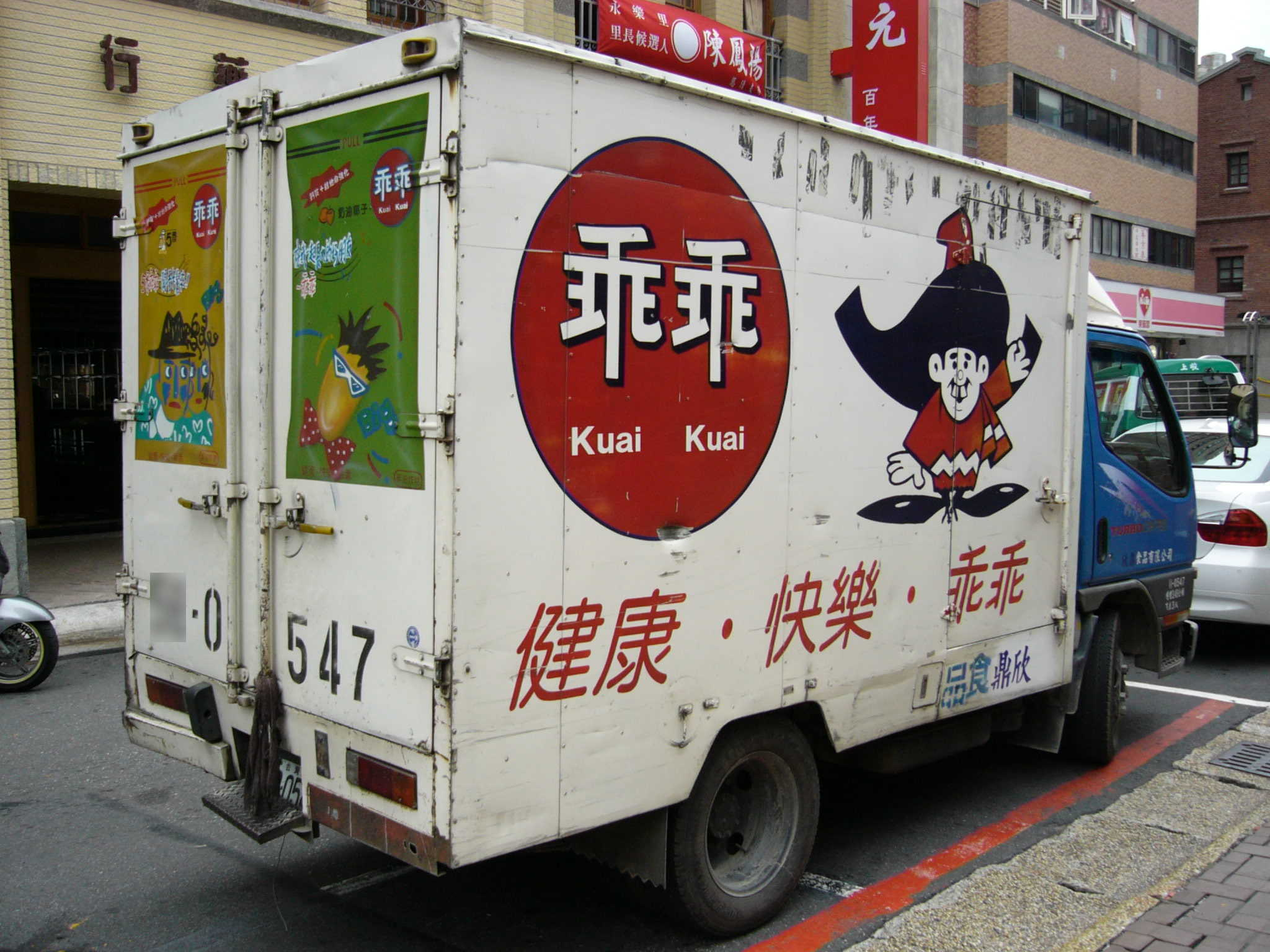
乖乖經銷商的三菱扶桑堅達物流車，車尾圖案是1990年代五香乖乖與奶油椰子乖乖的外包裝。

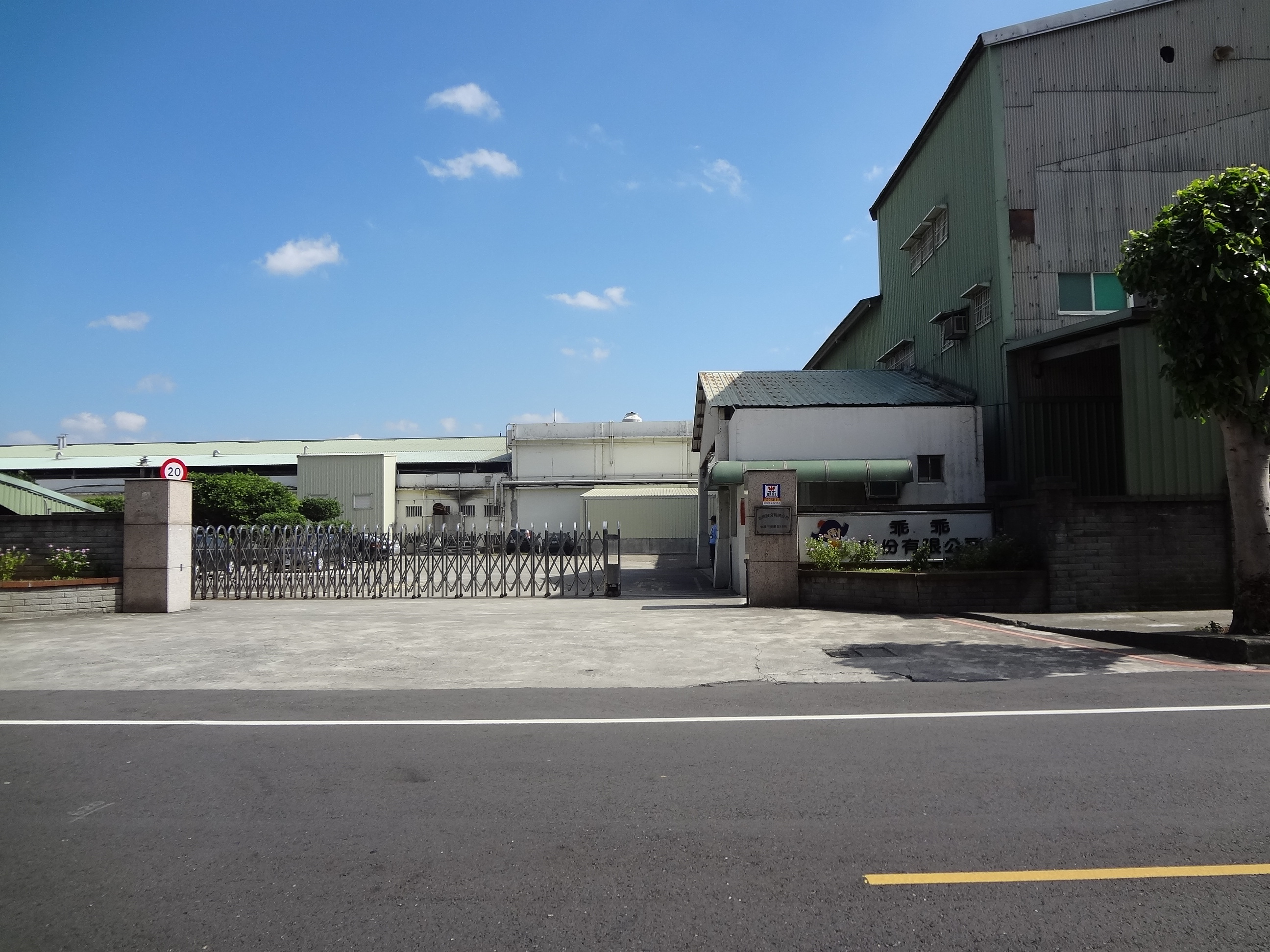
乖乖中壢廠

1956年，廖金港於臺灣臺北市城中區創立「南芳行股份有限公司」，本為二戰後臺灣進口藥品業者，其業務為代理日本藥品。1964年10月，南芳行設廠於臺北縣樹林工業區，成為當時臺灣少數製藥公司之一，並於不久後改名為「東大製藥有限公司」，主要製品為至今在臺灣仍相當知名的「力胖液」與「胃芬達液」。
1968-1992：藥廠轉型與食品廠的發展
1968年，東大製藥圖謀轉型，改名「東大聯合股份有限公司」，並以餅乾、點心食品製造為目標。經考量後，該產品的消費者年齡層設定為兒童，並首先推出以「乖乖」為名產品；該產品除了內附卡通貼紙、塑膠製小玩具之外，其最具代表性的形象是與商品同名的商標及人偶「乖乖」。據廖金港表示，其藍圖來自1960年代台灣最逗趣也最眾所皆知的黃俊雄布袋戲人物「哈嘜二齒」，並加上大斗篷、大帽子的墨西哥式服裝。而把產品稱作乖乖，則是其認為孩童本應要乖巧。
1969年，「乖乖」系列產品上市，之後又有「孔雀餅乾」系列產品與「007口香糖」系列產品上市。
1974年，東大聯合在臺北市登記成立「乖乖股份有限公司」，總部設於臺北市城中區康定路21號3樓。
1979年，乖乖公司開始在桃園縣中壢市（今桃園市中壢區）中壢工業區籌建中壢廠。1981年，乖乖公司從東大聯合的手中接下食品製造工廠的生產線。1983年，乖乖公司中壢廠成立，設址於桃園縣中壢市東園路48號。
1989年東大聯合決定與乖乖公司合併，以乖乖公司為存續公司。1990年，東大聯合併入乖乖公司，乖乖佔九成的投資重心轉以餅乾為主。
1993-2013年代：海外行銷與業外合作
1993年，乖乖公司投資中國大陸，在天津設廠，由廖金港長子廖清輝負責中國地區，並成為2000年代該公司的產銷重心，乖乖的新口號為「有中國人的地方，就有乖乖」。2004年，乖乖公司在月眉育樂世界設立「乖乖童玩館」，展示乖乖系列產品歷年最受歡迎的玩具贈品。同年，因為在中國經營虧損，乖乖改由廖金港次子廖明輝接手，並將部份股權出售給非家族成員張富貴，以取得資金。
2008年10月，乖乖公司生產之孔雀餅乾遭臺北市政府衛生局檢驗出三聚氰胺，下架銷毀。
2009年，卡通頻道首播以乖乖人偶為主角的3D動畫《魔法村歷險記》，乖乖公司在BabyBoss職業體驗任意城設立「乖乖食品研發中心」。
2013-2018年代：新一代接任，老幹新枝
2013年，廖金港以高壽91歲辭世，乖乖公司第二代廖明輝接任董事長。過去乖乖公司向來低調，廖金港家族成員為主要經營者；為了讓公司營運更上軌道，2015年乖乖首次引進專業經理人。
2018年：乖乖大阿哥復仇記
2018年12月，乖乖傳出家族內鬨，由大股東廖清輝（原任董事長廖明輝之兄）發動的臨時股東會於2018年12月6日召開，並順利全面改選董監事，由廖清輝出任董事長，原任董事長廖明輝退出經營權。根據鏡週刊報導，廖清輝不滿廖明輝支持大股東張貴富以乖乖總裁名號競選金門縣議員，憤而帶頭改選乖乖董監事。乖乖發出聲明表示，6日的股東臨時會已順利完成，並依法完成新任董事長及監察人改選，新任董事並即時召開董事會，經董事會決議由廖清輝出任董事長。
2019年：三地集團入主
2019年12月6日，三地開發董事長鍾嘉村證實入主乖乖，三地集團掌握過半股權，董監事改選中拿下三個董事和一個監事席次，鍾嘉村接手董事長職位，總經理由廖清輝女兒廖宇綺擔任。
2021年：專業經理人團隊入駐經營
2021年9月乖乖總經理廖宇綺卸任，由具外商食品產業資歷(具有統一百事的業務經理、雀巢全國業務總監及事業部負責人)多年之簡嘉鋒接任總經理。。

## 產品

### 乖乖
該產品首度問市於1968年，是其製造者在臺北的製藥公司之轉型產品，其消費者年齡層設定為兒童。在此設定下，其包裝上的代言漫畫人物，原型來自深受兒童電視觀眾喜愛的臺灣黃俊雄布袋戲人物「哈嘜二齒」，並於包裝內附贈一小玩具。
因為行銷手法得當，加上在當時臺灣新興無線電視媒體上之能見度，乖乖成為1960年代至1980年代臺灣廣為流行的兒童「休閒零嘴」。1980年代末期，時下高人氣男子偶像團體小虎隊的乖乖虎以「乖乖」為名，成為該製造公司系列產品代言人之一。
2016年，乖乖與臺東縣關山鎮農會合作，以在地稻米為材料製作成米乖乖，並有五香以及椰子二種經典口味。
乖乖在中国大陆及香港亦有發售，並以其附贈玩具知名，為1980年代出生者的集體回憶。

#### 行銷
在臺灣，頻繁的無線電視廣告以及其易於記得、琅琅上口的廣告詞（如以「乖乖棒棒棒」、「營養好吃」為歌詞的C調4/4拍電視廣告歌曲《乖乖歌》）帶來了一定效果，再加上當初價格設定得宜（約新台幣5元），該產品深受市場歡迎。之後，該公司還研發出其他口味，現在市面上有三種經典口味：五香乖乖（黃色包裝）、奶油椰子乖乖（綠色包裝）、巧克力乖乖（紅色包裝）。
在臺灣，乖乖為點心零食內附贈送玩具的創始者。1968年至今，乖乖共出過貼紙、汽車、漫畫書、文具等數千種內附玩具。乖乖表示，內附玩具以塑膠製拼裝小車子最受市場接受，然而約2010年代後因應食品安全法規規定，取消附送玩具。

#### 內附玩具種類
- 乖乖文具（圓規、尺、三角板）
- 跳跳蟲和轉轉盤
- 閃電飛盤
- 炮彈飛車
- 打擊魔鬼
- 動物繪圖板
- 龜兔賽跑
- 乖乖跳
- 馬戲列車
- 世足貼紙
- 小螳螂
- 彩色連環漫畫
  - 乖乖（為什麼？）漫畫系列
  - 中國神話故事·西遊記
  - 小叮噹
  - 七寶奇謀
  - 驚異大奇航
  - 叢林赤子心
  - 神龍特攻隊
  - 風雲三國志
  - 忍者龜
  - 萬能麥斯
  - 鯊魚俠
  - 街頭大戰
  - 王子歷險記

### 其他產品
- 乖乖桶，一種內裝數十顆軟糖及捲心酥的桶裝商品。
- 乖乖煉乳脆果
- 乖乖草莓煉乳脆果
- 蓋奇巧克力
- 米乖乖系列：2016年乖乖研發行銷團隊為推廣台灣特色農業，特別嚴選台灣米結合在地鄉鎮特色食材，與鄉鎮農會漁會合作推展美食產品和推廣在地觀光與產銷履歷系列產品-關山米乖乖，新屋米乖乖，光豐地區農會紅糯米乖乖，池上咖啡米乖乖，旗山香蕉米乖乖，寶山椪柑米乖乖，大湖草莓米乖乖，蘇澳鬥士蝦米乖乖，台灣地瓜米乖乖，古坑咖啡米乖乖，洛神紅藜米乖乖，桑椹紅藜米乖乖等[13]。

#### 孔雀系列
- 孔雀餅乾
- 孔雀香酥脆
- 孔雀捲心餅
- 孔雀泡芙
- 孔雀松露脆芙
- 孔雀桶

### 已停止生產產品
- 草莓乖乖
- 牛奶糖乖乖（亮棕色包裝）
- 花生牛奶乖乖（附玩具）（藍色包裝，2016年又推出藍色包裝的花生乖乖）
- 香辣乖乖（附玩具）（粉紅色包裝）
- 乖乖泡泡糖（附玩具、貼紙）
- 榛果巧克力乖乖（咖啡色包裝）
- 紅豆煉乳乖乖
- 007咖啡夾心口香糖
- 007梅子夾心口香糖

## 乖乖文化

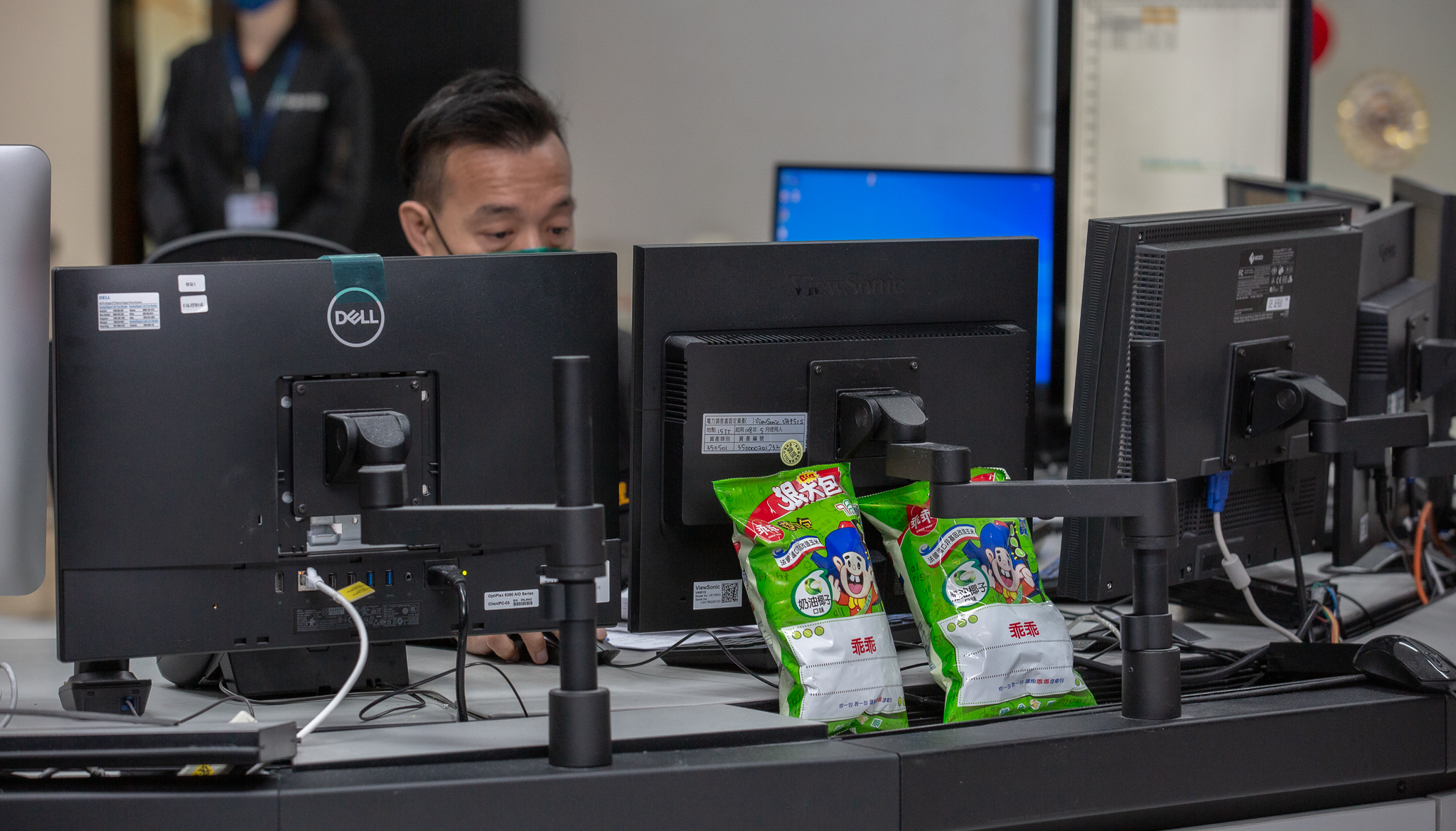
绿色包装乖乖放在设备上，祈望降低故障率

由於該零食產品有「乖乖」的名稱，在機械設備上擺放零食「乖乖」是臺灣的一項業界文化，認同此文化的人認為透過取該零食名稱「乖乖」之意，擺放後能「讓設備乖乖運作」。擺放在機械設備上的「乖乖」不能過期，且外包裝必須是綠色（奶油椰子口味），代表一切綠燈正常（也有說法是代表工作順利，機器設備、程式碼都會像乖奶油一樣滑順），若擺放紅色、黃色或藍色等其它顏色可能會有反效果。絕不能將這些「乖乖」開封食用，否則設備可能會出狀況。

## 外部連結
- 乖乖股份有限公司
- 食品廣告50年特輯
- 乖乖廣告主題曲